# Malacocephalus occidentalis
Espèce
Synonymes
- Chalinura occidentalis (Goode & Bean, 1885)
- Coryphaenoides sublaevis Vaillant, 1888
- Lionurus occidentalis (Goode & Bean, 1885)
- Ventrifossa occidentalis (Goode & Bean, 1885)

Statut de conservation UICN

 LC  : Préoccupation mineure
Le grenadier scie (Malacocephalus occidentalis) est une espèce de poisson abyssal de la famille des Macrouridae.